# Leucania ezrani
Leucania ezrani är en fjärilsart som beskrevs av William Schaus 1938. Leucania ezrani ingår i släktet Leucania och familjen nattflyn. Inga underarter finns listade i Catalogue of Life.